# 秦伯未
秦伯未（1901年—1970年），名之济，别号谦斋，男，上海浦东人，中国中医学家，曾任第二、三、四届全国政协委员。